# Ernst Kaltenbrunner (Fußballspieler)
Ernst Kaltenbrunner (* 5. Juni 1937; † 11. Juli 1967) war ein österreichischer Fußball-Nationalspieler.

## Karriere
Ernst Kaltenbrunner begann seine Fußballerkarriere bei der Sportvereinigung Zellerndorf im Norden Niederösterreichs, wo er 1952 Gründungsmitglied der Kampfmannschaft war. Bereits 1955/56 lief er in der A-Liga für den SK Admira Wien als Mittelstürmer auf und wusste in seiner Debütsaison mit 15 Liga-Toren zu überzeugen. Seine erfolgreichste Zeit sollte er allerdings beim WAC haben, zu dem er 1957 wechselte und wohin auch später sein jüngerer Bruder Günter Kaltenbrunner folgte. Allein in den drei Spielzeiten zwischen 1958 und 1961 schoss er 74 Tore in der A-Liga, wobei er mit Friedrich Cejka einen mindestens ebenso starken Sturmpartner hatte.
Der Lohn für die Tore beim WAC waren zwei dritte Plätze in der Meisterschaft und die damit verbundene Teilnahme am International Football Cup. Im ÖFB-Cup gelang 1959 sogar der Sieg, auch hier stellte Ernst Kaltenbrunner seine Schusskraft unter Beweis und erzielte im Finale beim 2:0 gegen Rapid den zweiten Treffer. Ein persönlicher Höhepunkt war die Einberufung in die österreichische Nationalmannschaft unter Karl Decker. Bei seinem einzigen Einsatz am 12. Dezember 1960 in Neapel schoss er beim 2:1-Auswärtssieg über Italien das Siegestor.
Von Hans Pesser wurden die Kaltenbrunner-Brüder 1961 zurück zur Admira geholt, wobei Ernst Kaltenbrunner kaum zum Einsatz kam und 1963 wieder zum WAC zurückkehrte, aber mit diesem Verein 1965 den Abstieg hinnehmen musste. Gezeichnet von seiner Krankheit, konnte er aber nicht mehr mit den Schwarz-Roten den Wiederaufstieg in Angriff nehmen, sondern wurde Jugendtrainer beim SV Schwechat und starb nur wenige Tage nach seinem 30. Geburtstag im Jahre 1967.

## Erfolge
- 1 × Österreichischer Cupsieger: 1959

- 1 Länderspiel und 1 Tor für die österreichische Fußballnationalmannschaft 1960

| Personendaten    | Personendaten                   |
| ---------------- | ------------------------------- |
| NAME             | Kaltenbrunner, Ernst            |
| KURZBESCHREIBUNG | österreichischer Fußballspieler |
| GEBURTSDATUM     | 5. Juni 1937                    |
| STERBEDATUM      | 11. Juli 1967                   |